# Périgord
El Périgord (Peiregòrd o Perigòrd en occitano) es una antigua provincia del suroeste de Francia, situada al noreste de Nueva Aquitania, entre Quercy y Charente. Su territorio se reparte entre los departamentos de Dordoña y Lot y Garona, y sus habitantes se llaman perigordinos (Périgourdins, en francés).
Aparte de la separación en departamentos, la comarca también se puede dividir en:
- Périgord Alto. Con capital en Périgueux.
- Périgord Cada. Con capital en Sarlat-la-Canéda.

Otra manera de dividirla, quizá la manera más turística, es en subcomarcas:
- Périgord verde. Situado al norte de la comarca, próximo a Nontron. Este nombre viene de los bosques de robles que se pueden encontrar, la región se compone en su mayoría de tierras húmedas y de verdes prados.
- Périgord blanco. Situado en el centro de la comarca, alrededor de Périgueux. El nombre deriva del suelo calcáreo característico de la zona.
- Périgord negro. Situado al sureste de la comarca, cerca de Sarlat-la-Canéda. Esta región es, históricamente, la más antigua de las cuatro. Se le puso este nombre por los oscuros bosques que pueblan el lugar, así como por el color de las trufas.
- Périgord púrpura. Situado al suroeste de la comarca, próximo a Bergerac. Esta región es la más reciente (1970), y se debe a la expansión del turismo. Se llama así porque el color púrpura recuerda al color del vino.

## Historia
Su clima es particularmente templado y su relieve está caracterizado por altiplanos calcáreos erosionados por los ríos, ofreciendo así preciosos valles redeados de grandes acantilados que desde la prehistoria han sido habitados. Los vestigios de vida cotidiana de los antepasados son tan numerosos que Les Eyzies de Tayac, una pequeña ciudad al borde de la Vézère, ha sido nombrada capital mundial de la prehistoria.
Habitada inicialmente por el pueblo galo de los petrocorii, y sometido por los romanos, la región se organizó como condado por los merovingios. Con el feudalismo, dependió, en repetidas ocasiones, de los duques de Aquitania, de los de Angulema y de los de la Marca. Su dinastía condal desciende del conde de la Marca.
Esta posesión se limitaba a algunos castillos y no pudo desplegarse porque se encontraba entre los territorios que cobijaba el rey de Inglaterra. Como país de frontera, fue saqueado en repetidas ocasiones durante la guerra de los Cien Años, hasta el 1453. Los últimos condes de la dinastía local fueron desposeídos por el rey Carlos VI (1398) y el Périgord pasó sucesivamente a las casas de Orleans (1400), de Penthièvre (1437), y de Albret (1481). Enrique IV lo fusionó definitivamente con el dominio real.